# Freedom Wars
Freedom Wars (jap. Originaltitel: フリーダムウォーズ Furīdamuwōzu) ist ein Action-Rollenspiel von Sonys Japan Studio in Zusammenarbeit mit Shift und Dimps für die Handheld-Spielkonsole PlayStation Vita.

## Beschreibung
Freedom Wars ist ein Spiel in der Tradition der Action-Rollenspiele aus der Monster-Hunter-Reihe, hier in einem dystopischen Science-Fiction-Szenario. Im Jahr 102014 ist die Erdoberfläche ist weitgehend unbewohnbar geworden. Menschen leben in zumeist unterirdischen Städten, Panopticons genannt, die sich im Kampf um die knappen Ressourcen untereinander als verfeindete Nationen gegenüberstehen. Menschliches Leben ist hier ebenfalls zu einer Ressource geworden, Überbevölkerung ist eines der dringlichsten Probleme geworden. Dementsprechend rigide gehen die Ordnungssysteme mit Straftätern um, die im Dienste der Gesellschaft gezwungen werden, gegen riesige Maschinenmonster zu kämpfen, die immer wieder Menschen entführen. Der Spielercharakter ist ein solcher wahlweise männlicher oder weiblicher Sträfling.
Zusammen mit KI-Begleitern oder Mitspielern im Koop-Modus geht der Spieler auf die Jagd nach diversen riesigen Roboterwesen. Im Kampf gegen die übergroßen Gegner steht der Spielfigur ein als Dorn (engl.: thorn) bezeichneter Energiearm zur Verfügung, mit dem sie sich an jeglicher Oberfläche anheften und lianenartig in die Luft schwingen kann. Die actionreichen Echtzeit-Kämpfen werden dadurch sowohl horizontal als auch vertikal geführt. In den Kämpfen sammelt der Spieler Ressourcen, die er in den Ausbau seiner Kampfausrüstung investieren kann.
Das Spiel war ein Gemeinschaftsprojekt von Sonys Japan Studio mit Shift, den Entwicklern der spielerisch verwandten God-Eater-Reihe, und dem ebenfalls japanischen Entwickler Dimps. Die Entwicklung dauerte rund drei Jahre.

## Rezeption
Das Spiel erhielt gemischte Kritiken (Metacritic: 73/100). Das deutschsprachige Onlinemagazin 4Players sah in Freedom Wars nicht das „erhoffte exklusive Schwergewicht für die Vita“, lobte aber die Kämpfe als effektvoll und spannend.

„Die dynamischen Kämpfe gegen Mech-Riesen machen Laune, leiden auf Dauer aber unter Monotonie und übertrieben komplizierten Menüs.“

Destructoid beschrieb das Spiel als ein Muss für PlayStation-Vita-Besitzer, mit ein paar merkbaren Problemen. IGN lobte die anspruchsvollen Kämpfe und die Belohnungen, was zu einem süchtigmachenden Gameplay-Loop führe. Eurogamer.net wertete hingegen deutlich negativer und kam zu dem Schluss, dass Freedom Wars nichts so wirklich gut mache. MAN!AC lobte hingegen das Setting und die Action.

„Das dystopische Setting von Freedom Wars ist gleichzeitig wunderbar kafkaesk und ausgesprochen schwarzhumorig, der kreative Storyansatz motiviert, immer weiter nach Privilegien zu streben. Für die Kämpfe braucht Ihr allerdings oft Nerven aus Stahl: Die Geschwindigkeit liegt hoch, Gegner sind aggressiv und schnell steckt man harte Treffer ein. Im Vergleich zum gemächlicheren Monster Hunter geht es gehörig zur Sache. Schwächen gibt es auch: Die flotte Grafik wirkt schick, die Arenen sind aber eher bieder und auf Dauer eingeschränkter, als ich sie mir wünschen würde.“

“George Orwell meets Monster Hunter in what feels like one of Vita's oddest and most significant exclusives yet”

„George Orwell trifft auf Monster Hunter in einem Spiel, das sich wie einer der seltsamsten und zugleich bedeutsamsten Exklusivtitel bislang anfühlt.“

Freedom Wars debütierte in Japan mit 188.888 verkauften Exemplaren in der ersten Verkaufswoche auf Platz 1 der japanischen Verkaufscharts. Im Vergleich zu anderen Spielen in Stil von Monster Hunter war es nach God Eater 2 der zweiterfolgreichste Verkaufsstart auf der PlayStation Vita, vor Toukiden und Soul Sacrifice. Innerhalb eines Monats wurden 262.427 Kopien und 35.000 Downloadversionen des Spiels verkauft.